# Gustaf Tegmansköld
Gustaf Tegmansköld, född Tegman 27 juli 1755 i Åmål, död 31 juli 1829, var ett svenskt hovrättsråd.

## Biografi
Gustaf Tegmansköld växte upp i en Dalslandsfamilj. Hans far, Olof Tegman (1720–1783), var kronofogde i Dals norra fögderi och hans mor, Anna Catharina "Kajsa" Lidbeck (1727–1783), var dotter till landskamreraren Anders Hans Haqvin. En bror var Pehr Tegman och en halvbror var slavhandlaren Abraham Brink. Han började sina studier i Lund 1776 och blev samma år auskultant vid Göta hovrätt
Tegmansköld utsågs till extra fiskal 1782 och ordinarie vid civilprotokollet 1783. Han blev protonotarie 1788 och adjungerad ledamot i hovrätten den 1790. 1793 blev han assessor och 1803 utnämndes han till hovrättsråd. Han blev vice president i Göta hovrätt den 17 juli 1821. 1825 blev han kommendör av Nordstjärneorden.
Tegmansköld adlades med det namnet den 8 augusti 1815 och introducerades året därpå 1816 under nummer 2238. När han avled utslocknade ätten Tegmansköld. 